# Giuditta di Svevia
Giuditta di Svevia, chiamata anche Giuditta di Hohenstaufen (1133/1134 – 7 luglio 1191), membro della dinastia Hohenstaufen, fu langravina di Turingia dal 1150 al 1172 grazie al suo matrimonio con il langravio Ludovico II di Turingia, appartenente alla dinastia Ludovingia. Fu battezzata come Giuditta, ma era comunemente chiamata Jutta o Guta. A volte veniva usata la forma latina di Clementia, o Claritia o Claricia.

## Biografia

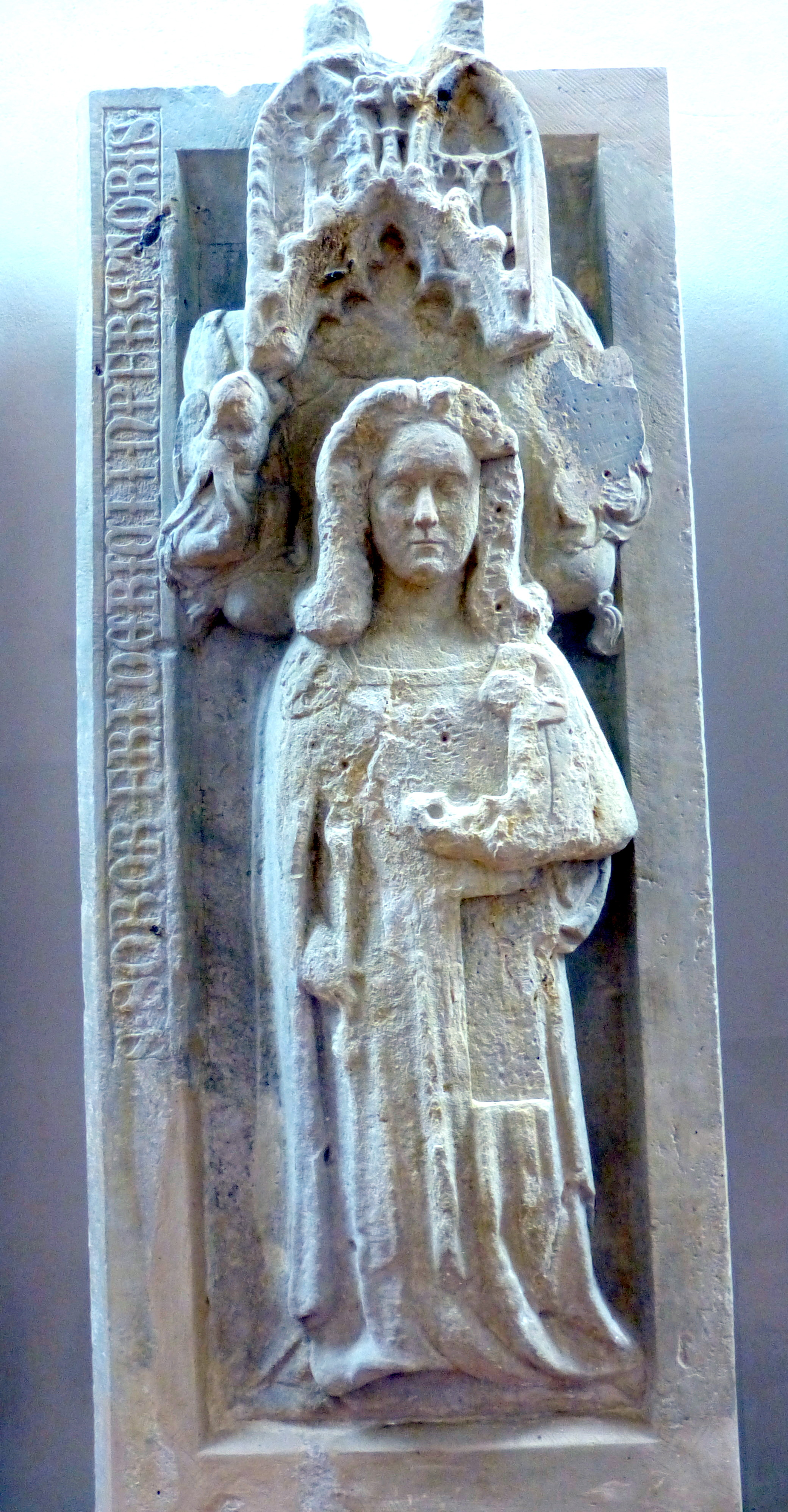
Altra immagine della pietra tombale. Da notare la copertura sopra la testa.

Giuditta era figlia del duca Federico II di Svevia (1090-1147) e della sua seconda moglie Agnese di Saarbrücken, quindi una sorellastra minore dell'imperatore Federico Barbarossa (1122-1190). Appare per la prima volta nelle fonti nel 1150 con il matrimonio con il langravio Ludovico II di Turingia. Questa unione aveva lo scopo di cementare il rapporto tra i Ludovingi della Turingia e la dinastia imperiale degli Hohenstaufen, per rafforzare la posizione dell'imperatore nel contesto del feroce conflitto contro il duca Enrico il Leone e la dinastia Welfen.
Quando nel 1168 suo marito si riconciliò con Enrico il Leone, Giuditta iniziò la costruzione del castello di Runneburg a Weißensee. I vicini conti di Beichlingen obiettarono e protestarono contro l'imperatore Barbarossa. Tuttavia l'imperatore si schierò dalla parte della sorellastra e respinse le proteste. Il castello di Runneburg era situato a metà strada tra il castello di Wartburg e il castello di Neuenburg e divenne la residenza dei langravi di Turingia. Tempo dopo, durante i conflitti tra le più potenti dinastie tedesche, il castello Runneburg, situato in una posizione strategica, divenne uno dei castelli più importanti della zona.
Giuditta sopravvisse sia al marito che al figlio maggiore, il langravio Ludovico III. Morì il 7 luglio 1191 e fu sepolta nel monastero di Reinhardsbrunn, accanto a suo marito.
Il suo nome è ancora presente nel Weißensee, il che dimostra quanto sia stata apprezzata durante la sua vita.

## Pietra tombale

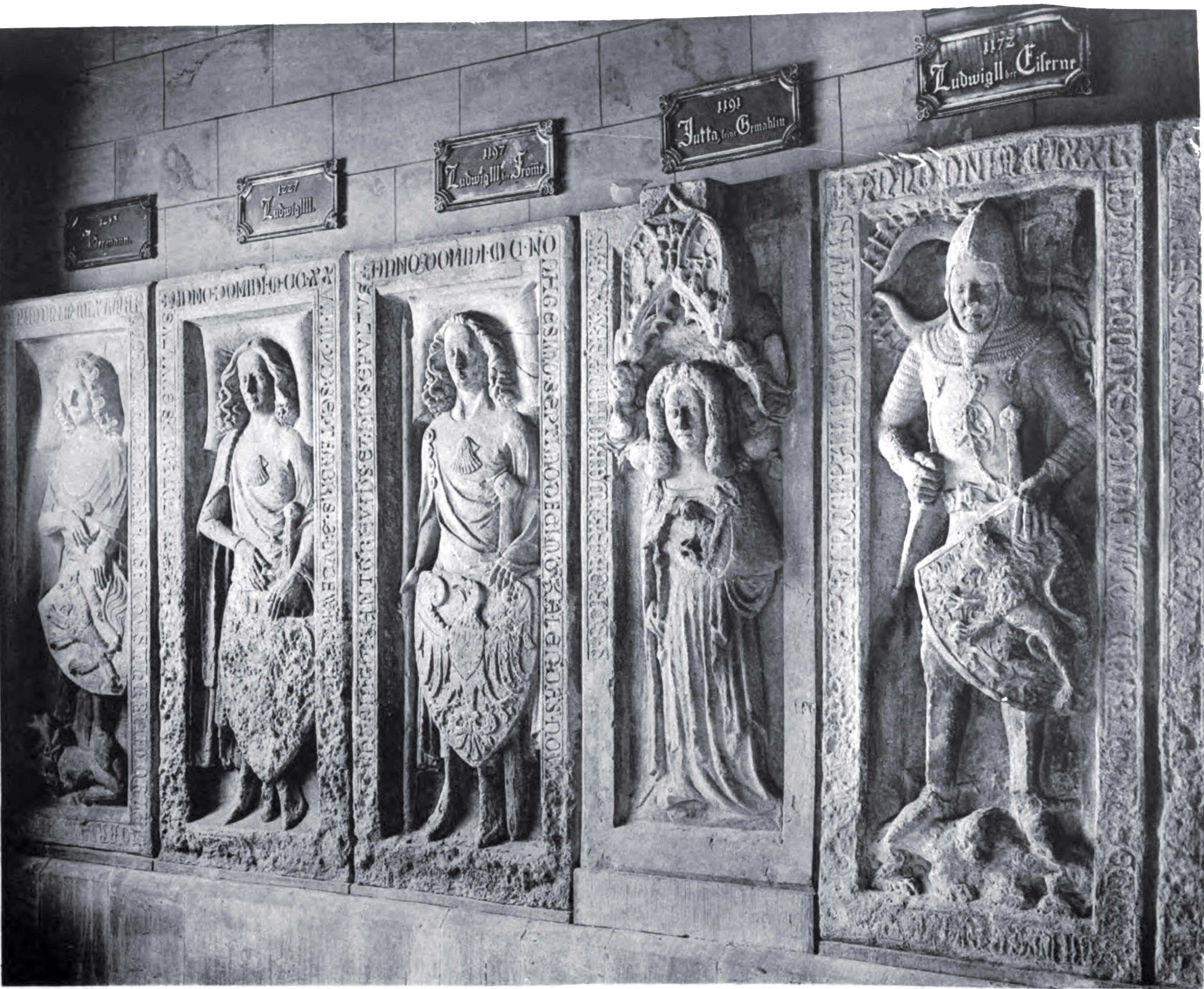
Pietre tombali dei langravi di Turingia a Reinhardsbrunn, 1891.

La tomba di Giuditta fu creata nel XIV secolo, secoli dopo la sua morte. Essa venne probabilmente posta dopo l'incendio del 1292. Fu trasferita da Reinhardsbrunn al coro della chiesa di San Giorgio ad Eisenach.
La langravina è raffigurata con un cagnolino nel braccio sinistro, mentre la mano destra regge uno scettro. Un'ampia copertura a sbalzo, sostenuta da due angeli, si estende sopra la sua testa. Gli angeli sembrano sedersi su un cuscino dietro la testa. L'iscrizione recita S. SOROR FRIDERICI INPERATORIS  (traducibile in "La sorella dell'Imperatore Federico").
A causa della copertura, questa tomba di pietra era più grande di quelle degli altri langravi di Turingia (che furono anch'essi esposti nella chiesa di San Giorgio a Eisenach). Questa sua caratteristica deve aver reso la sua tomba molto visibile, anche quando la pietra tombale faceva parte del pavimento della chiesa. La presenza della sorella dell'imperatore nell'albero genealogico familiare aggiunse ulteriore onore alla dinastia ludovingia, motivo per cui la sua origine familiare è stato sottolineato nell'iscrizione.

## Matrimonio e figli
Nel 1150 Giuditta sposò Ludovico II, langravio di Turingia. Essi ebbero i seguenti figli:
- Ludovico III (1151-1190), succedette a suo marito come langravio di Turingia;
- Ermanno I († 1217), succedette a suo fratello come langravio di Turingia;
- Enrico Raspe III (1115 circa-18 Luglio 1217), conte di Gudensberg;
- Federico ( 1155 circa-1229), conte di Ziegenhain;
- Giuditta, che sposò Ermanno II, conte di Ravensberg.

## Ascendenza
|                         |                         |                        | Genitori            |  |  | Nonni |  |  | Bisnonni          |  |  | Trisnonni |  |
|                         |                         |                        |                     |  |  |       |  |  | Federico di Büren |  |  | …         |  |
|                         |                         |                        |                     |  |  |       |  |  | Federico di Büren |  |  | …         |  |
|                         |                         | …                      |                     |  |  |       |  |  | Federico di Büren |  |  |           |  |
| Federico I di Svevia    |                         |                        |                     |  |  |       |  |  | Federico di Büren |  |  |           |  |
|                         |                         | Ildegarda di Egisheim  | Ottone II di Svevia |  |  |       |  |  |                   |  |  |           |  |
|                         |                         | Ildegarda di Egisheim  | Ottone II di Svevia |  |  |       |  |  |                   |  |  |           |  |
|                         |                         | Ildegarda di Egisheim  | Matilde di Egisheim |  |  |       |  |  |                   |  |  |           |  |
| Federico di Svevia      |                         | Ildegarda di Egisheim  |                     |  |  |       |  |  |                   |  |  |           |  |
|                         |                         | Enrico IV di Franconia | Enrico III il Nero  |  |  |       |  |  |                   |  |  |           |  |
|                         |                         | Enrico IV di Franconia | Enrico III il Nero  |  |  |       |  |  |                   |  |  |           |  |
|                         |                         | Enrico IV di Franconia | Agnese di Poitou    |  |  |       |  |  |                   |  |  |           |  |
| Agnese di Waiblingen    |                         | Enrico IV di Franconia |                     |  |  |       |  |  |                   |  |  |           |  |
|                         |                         | Berta di Savoia        | Oddone di Savoia    |  |  |       |  |  |                   |  |  |           |  |
|                         |                         | Berta di Savoia        | Oddone di Savoia    |  |  |       |  |  |                   |  |  |           |  |
|                         |                         | Berta di Savoia        | Adelaide di Susa    |  |  |       |  |  |                   |  |  |           |  |
| Giuditta di Svevia      |                         | Berta di Savoia        |                     |  |  |       |  |  |                   |  |  |           |  |
|                         | Siegbert di Saarbrücken | …                      |                     |  |  |       |  |  |                   |  |  |           |  |
|                         | Siegbert di Saarbrücken | …                      |                     |  |  |       |  |  |                   |  |  |           |  |
|                         | Siegbert di Saarbrücken | …                      |                     |  |  |       |  |  |                   |  |  |           |  |
| Federico di Saarbrücken | Siegbert di Saarbrücken |                        |                     |  |  |       |  |  |                   |  |  |           |  |
|                         |                         | …                      | …                   |  |  |       |  |  |                   |  |  |           |  |
|                         |                         | …                      | …                   |  |  |       |  |  |                   |  |  |           |  |
|                         |                         | …                      | …                   |  |  |       |  |  |                   |  |  |           |  |
| Agnese di Saarbrücken   |                         | …                      |                     |  |  |       |  |  |                   |  |  |           |  |
|                         |                         | …                      | …                   |  |  |       |  |  |                   |  |  |           |  |
|                         |                         | …                      | …                   |  |  |       |  |  |                   |  |  |           |  |
|                         |                         | …                      | …                   |  |  |       |  |  |                   |  |  |           |  |
| Gisela di Lorena        |                         | …                      |                     |  |  |       |  |  |                   |  |  |           |  |
|                         |                         | …                      | …                   |  |  |       |  |  |                   |  |  |           |  |
|                         |                         | …                      | …                   |  |  |       |  |  |                   |  |  |           |  |
|                         |                         | …                      | …                   |  |  |       |  |  |                   |  |  |           |  |
|                         |                         | …                      |                     |  |  |       |  |  |                   |  |  |           |  |